# Partecipanti alla Brussels Cycling Classic 2024
Elenco dei partecipanti alla Brussels Cycling Classic 2024.
La Brussels Cycling Classic 2024 è stata la centoquattresima edizione della corsa. Alla competizione presero parte ventuno squadre: nove con licenza UCI World Tour 2024 e dodici dell'UCI ProTeam.
Partenza con 141 ciclisti accreditati.

## Corridori per squadra
Nota: R ritirato, NP non partito, FT fuori tempo, SQ squalificato
| Arkéa-B&B Hotels    | Arkéa-B&B Hotels    | Arkéa-B&B Hotels    | Alpecin-Deceuninck        | Alpecin-Deceuninck        | Alpecin-Deceuninck        | Bora-Hansgrohe                | Bora-Hansgrohe                | Bora-Hansgrohe                |
| ------------------- | ------------------- | ------------------- | ------------------------- | ------------------------- | ------------------------- | ----------------------------- | ----------------------------- | ----------------------------- |
| N°                  | Ciclista            | Clas.               | N°                        | Ciclista                  | Clas.                     | N°                            | Ciclista                      | Clas.                         |
| 1                   | Matis Louvel        | 111°                | 11                        | Kaden Groves              | 3°                        | 21                            | Jordi Meeus                   | 15°                           |
| 2                   | Amaury Capiot       | 11°                 | 12                        | Maurice Ballerstedt       | 42°                       | 22                            | Ryan Mullen                   | R                             |
| 3                   | Lucas Janssen       | 112°                | 13                        | Marceli Bogusławski       | R                         | 23                            | Emil Herzog                   | 113°                          |
| 4                   | Giosuè Epis         | 56°                 | 14                        | Senne Leysen              | R                         | 24                            | Jonas Koch                    | 96°                           |
| 5                   | Daniel McLay        | 110°                | 15                        | Edward Planckaert         | 24°                       | 25                            | Luis-Joe Lührs                | 60°                           |
| 6                   | Łukasz Owsian       | 88°                 | 16                        | Toon Vandebosch           | 47°                       | 26                            | Filip Maciejuk                | 57°                           |
| 7                   | Miles Scotson       | R                   | 17                        | Ramon Sinkeldam           | 73°                       |                               |                               |                               |
| Cofidis             | Cofidis             | Cofidis             | Groupama-FDJ              | Groupama-FDJ              | Groupama-FDJ              | Intermarché-Wanty             | Intermarché-Wanty             | Intermarché-Wanty             |
| N°                  | Ciclista            | Clas.               | N°                        | Ciclista                  | Clas.                     | N°                            | Ciclista                      | Clas.                         |
| 31                  | Piet Allegaert      | 29°                 | 41                        | Lewis Askey               | 32°                       | 51                            | Biniam Girmay                 | 2°                            |
| 32                  | Aimé De Gendt       | 26°                 | 42                        | Eddy Le Huitouze          | 62°                       | 52                            | Francesco Busatto             | 69°                           |
| 33                  | Milan Fretin        | 9°                  | 43                        | Paul Penhoët              | 13°                       | 53                            | Gerben Kuypers                | 92°                           |
| 34                  | Nolann Mahoudo      | R                   | 44                        | Thibaud Gruel             | 63°                       | 54                            | Madis Mihkels                 | R                             |
| 35                  | Alexis Gougeard     | 108°                | 45                        | Marc Sarreau              | R                         | 55                            | Laurenz Rex                   | 28°                           |
| 36                  | Ludovic Robeet      | 105°                | 47                        | Matthew Walls             | R                         | 56                            | Dion Smith                    | 27°                           |
| 37                  | Axel Zingle         | 41°                 |                           |                           |                           | 57                            | Mike Teunissen                | 30°                           |
| Soudal Quick-Step   | Soudal Quick-Step   | Soudal Quick-Step   | Team DSM-Firmenich PostNL | Team DSM-Firmenich PostNL | Team DSM-Firmenich PostNL | UAE Team Emirates             | UAE Team Emirates             | UAE Team Emirates             |
| N°                  | Ciclista            | Clas.               | N°                        | Ciclista                  | Clas.                     | N°                            | Ciclista                      | Clas.                         |
| 61                  | Yves Lampaert       | 18°                 | 71                        | Casper van Uden           | 12°                       | 81                            | Álvaro Hodeg                  | 89°                           |
| 62                  | Ayco Bastiaens      | 91°                 | 72                        | Pavel Bittner             | 31°                       | 82                            | Juan Sebastián Molano         | 6°                            |
| 63                  | Gil Gelders         | 97°                 | 73                        | Frank Aron Ragilo         | R                         | 83                            | Filippo Baroncini             | 50°                           |
| 64                  | Gauthier Servranckx | 98°                 | 74                        | Nils Eekhoff              | R                         | 84                            | Sjoerd Bax                    | 99°                           |
| 65                  | Jordi Warlop        | 78°                 | 75                        | Timo Roosen               | R                         | 85                            | Alessandro Covi               | NP                            |
| 66                  | Martin Svrček       | 38°                 | 76                        | John Degenkolb            | 87°                       | 86                            | Marc Hirschi                  | 33°                           |
| 67                  | Warre Vangheluwe    | 43°                 | 77                        | Tim Naberman              | R                         |                               |                               |                               |
| Bingoal WB          | Bingoal WB          | Bingoal WB          | Caja Rural-Seguros RGA    | Caja Rural-Seguros RGA    | Caja Rural-Seguros RGA    | Equipo Kern Pharma            | Equipo Kern Pharma            | Equipo Kern Pharma            |
| N°                  | Ciclista            | Clas.               | N°                        | Ciclista                  | Clas.                     | N°                            | Ciclista                      | Clas.                         |
| 91                  | Louis Blouwe        | 45°                 | 101                       | Daniel Babor              | R                         | 111                           | Marc Brustenga                | R                             |
| 92                  | Cériel Desal        | 21°                 | 102                       | Tomáš Bárta               | NP                        | 112                           | Iñigo Elosegui                | 76°                           |
| 93                  | Luca Van Boven      | 19°                 | 103                       | Michal Schlegel           | R                         | 113                           | Miguel Ángel Fernández        | R                             |
| 94                  | Loïc Vliegen        | 72°                 | 104                       | David Gonzalez            | 58°                       | 114                           | Francisco Galván              | 10°                           |
| 95                  | Kenneth Van Rooy    | 49°                 | 105                       | Iúri Leitão               | R                         | 115                           | Álex Jaime                    | 81°                           |
| 96                  | Johan Meens         | 77°                 | 106                       | Eduard Prades             | 70°                       | 116                           | Antonio Jesús Soto            | 114°                          |
| 97                  | Nathan Vandepitte   | 71°                 | 107                       | Gorka Sorarrain           | 55°                       | 117                           | Pau Miquel                    | 20°                           |
| Israel-Premier Tech | Israel-Premier Tech | Israel-Premier Tech | Lotto Dstny               | Lotto Dstny               | Lotto Dstny               | Q36.5 Pro Cycling Team        | Q36.5 Pro Cycling Team        | Q36.5 Pro Cycling Team        |
| N°                  | Ciclista            | Clas.               | N°                        | Ciclista                  | Clas.                     | N°                            | Ciclista                      | Clas.                         |
| 121                 | Pascal Ackermann    | 4°                  | 131                       | Jenno Berckmoes           | 22°                       | 141                           | Matteo Moschetti              | 5°                            |
| 122                 | Guillaume Boivin    | 109°                | 132                       | Jasper De Buyst           | 107°                      | 142                           | Giacomo Nizzolo               | 46°                           |
| 123                 | Guy Sagiv           | R                   | 133                       | Sébastien Grignard        | 61°                       | 143                           | Szymon Sajnok                 | R                             |
| 124                 | Michael Schwarzmann | 52°                 | 134                       | Jacopo Guarnieri          | 67°                       | 144                           | Fabio Christen                | 80°                           |
| 125                 | Riley Sheehan       | 23°                 | 135                       | Alec Segaert              | 83°                       | 146                           | Jannik Steimle                | 34°                           |
| 126                 | Riley Pickrell      | 74°                 | 136                       | Liam Slock                | 35°                       | 147                           | Rory Townsend                 | 44°                           |
| 127                 | Tom Van Asbroeck    | 64°                 | 137                       | Lionel Taminiaux          | 8°                        |                               |                               |                               |
| TDT-Unibet          | TDT-Unibet          | TDT-Unibet          | Team Flanders-Baloise     | Team Flanders-Baloise     | Team Flanders-Baloise     | Team Novo Nordisk             | Team Novo Nordisk             | Team Novo Nordisk             |
| N°                  | Ciclista            | Clas.               | N°                        | Ciclista                  | Clas.                     | N°                            | Ciclista                      | Clas.                         |
| 151                 | Abram Stockman      | 82°                 | 161                       | Kamiel Bonneu             | 37°                       | 171                           | Doriand Percrule              | R                             |
| 152                 | Davide Bomboi       | 53°                 | 162                       | Lars Craps                | 101°                      | 172                           | Quinten De Graeve             | 79°                           |
| 153                 | Sebastian Nielsen   | 65°                 | 163                       | Lindsay De Vylder         | 59°                       | 173                           | Nathan Smith                  | R                             |
| 154                 | Owen Geleijn        | 93°                 | 164                       | Gilles De Wilde           | R                         | 174                           | Matyáš Kopecký                | 14°                           |
| 155                 | Martijn Budding     | R                   | 165                       | Vincent Van Hemelen       | 36°                       | 175                           | Andrea Peron                  | 68°                           |
| 156                 | Zeb Kyffin          | 85°                 | 166                       | Dylan Vandenstorme        | 54°                       | 176                           | Antonio Polga                 | 66°                           |
|                     |                     |                     | 167                       | Ward Vanhoof              | 94°                       | 177                           | Alessandro Perracchione       | 95°                           |
| TotalEnergies       | TotalEnergies       | TotalEnergies       | Uno-X Mobility            | Uno-X Mobility            | Uno-X Mobility            | VF Group-Bardiani CSF-Faizanè | VF Group-Bardiani CSF-Faizanè | VF Group-Bardiani CSF-Faizanè |
| N°                  | Ciclista            | Clas.               | N°                        | Ciclista                  | Clas.                     | N°                            | Ciclista                      | Clas.                         |
| 181                 | Baptiste Vadic      | R                   | 191                       | Alexander Kristoff        | 39°                       | 201                           | Luca Colnaghi                 | 48°                           |
| 182                 | Thomas Bonnet       | 103°                | 192                       | Jonas Abrahamsen          | 1°                        | 202                           | Filippo Fiorelli              | 7°                            |
| 183                 | Émilien Jeannière   | 40°                 | 193                       | Anders Johannessen        | 84°                       | 203                           | Davide Gabburo                | 51°                           |
| 184                 | Lorrenzo Manzin     | 106°                | 194                       | William Blume Levy        | R                         | 204                           | Riccardo Lucca                | 100°                          |
| 185                 | Geoffrey Soupe      | 104°                | 195                       | Erik Resell               | 86°                       | 205                           | Filippo Magli                 | 16°                           |
| 186                 | Jason Tesson        | 102°                | 196                       | Rasmus Tiller             | 17°                       | 206                           | Mattia Pinazzi                | 90°                           |
|                     |                     |                     | 197                       | Søren Wærenskjold         | 25°                       | 207                           | Samuele Zoccarato             | 75°                           |